# 1794

## Esdeveniments
Països Catalans
- 1 de maig - el Voló (el Rosselló): L'exèrcit francès resultà victoriós en la batalla del Voló durant la guerra Gran.[1]
- 20 de novembre - Pont de Molins (Alt Empordà): L'exèrcit francès guanya la batalla del Roure durant la Guerra Gran.
- 27 de desembre - Figueres (Alt Empordà) és ocupat per tropes franceses.

Resta del món
- 26 de juny - Fleurus (Hainaut, Valònia): l'exèrcit de la Primera República Francesa surt victoriós de la batalla de Fleurus en el curs de la guerra de la Primera Coalició.[2]
- 5 de juliol - West Suffield, Connecticut (EUA): Sylvester Graham, nutricionista nord-americà, creador de la farina Graham i de la galeta Graham (m. 1851).[3]
- 18 de setembre - Sprimont (Ducat de Limburg): Batalla de Sprimont
- Fi del Regnat del Terror, dins del procés de la Revolució Francesa
- Aleksandr Suvórov conquereix Praga amb una matança de civils

## Naixements

#### Resta del món
- 21 de febrer: Antonio López de Santa Anna, militar i president de Mèxic
- 17 de març, Montevideo, Banda Oriental: Gabriel Antonio Pereira, President de l'Uruguai.
- 19 de maig, Dublín: Anna Brownell Jameson, escriptora britànica i historiadora de l'art.[4]
- 25 de setembre: Juillac: Jeanne Villepreux-Power, biòloga marina pionera i autodidacta francesa.[5]

- París: Antoine Prumier, intèrpret d'arpa francès

## Necrològiques
Països Catalans
- 27 de gener - València: Francesc Pérez Bayer, erudit i humanista valencià de la Il·lustració (n. 1711).

Resta del món
- 5 d'abril - Danton, polític francés, dirigent de la Revolució Francesa (executat) (n. 1759).[6]
- 17 d'abril - Bordeus: Angélique du Coudray, llevadora pionera i molt influent en la França del segle xviii (n. 1712).[7]
- 23 d'abril - Shaoyang, Hunan (Xina): Wei Yuan, historiador, geògraf, filòsof i escriptor xinès (m. 1857).[8]
- 27 d'abril - Calcuta, Índia britànica: William Jones, filòleg britànic (n. 1746).[9]
- 29 d'abril - Bourg-la-Reine, França: Nicolas de Condorcet, Marie-Jean-Antoine Nicolas de Caritat, marquès de Condorcet, matemàtic, filòsof i polític (m. 1743).
- 8 de maig - Antoine Laurent Lavoisier, químic francès (n. 1743)[10]
- 10 de maig - París: Elisabet de França, membre de la família reial executada en el marc de la Revolució Francesa (m. 1764).[11]
- 15 de maig - Beaulieu Castle: Suzanne Curchod, salonnière i escriptora francosuïssa (n. 1737).[12]
- 23 de maig - Praga: Ignaz Moscheles, pianista i compositor txec (m. 1870).[13]
- 24 de juliol - París: Rosalie Filleul, pintora francesa (n. 1753).[14]
- 25 de juliol - París (França): André Marie de Chénier,, anomenat André Chénier, fou un poeta en llengua francesa (n. 1762).[15]
- 28 de juliol - Maximilien de Robespierre, polític francès (n. 1758)